# Poincarés dualitet
Inom matematiken är Poincarés dualitetssats, uppkallad efter Henri Poincaré, ett fundamentalt resultat om en mångfalds homologi- och kohomologigruppers struktur. Satsen säger att om M är en n-dimensionell orientabel sluten mångfald (kompakt och utan rand) är k-te kohomologigruppen av M isomorfisk till (n − k)-te homologigruppen av M för alla heltal k: 
{\displaystyle H^{k}(M)\cong H_{n-k}(M).}

### Allmänna källor
- Blanchfield, R. C. (1957), ”Intersection theory of manifolds with operators with applications to knot theory”, Annals of Mathematics 65 (2):  340–356
- Griffiths, Phillip; Harris, Joseph (1994), Principles of algebraic geometry, Wiley Classics Library, New York: Wiley, ISBN 978-0-471-05059-9